# B. Nagy Veronika
B. Nagy Veronika (névváltozat: Boros Veronika Anna; Marosvásárhely, 1958. április 18. –) erdélyi magyar televíziós szerkesztő, Boros Zoltán felesége.

## Család, származás
Református papi család leszármazottja. Apai nagyapja, dr. Nagy András, professzor volt a Kolozsvári Protestáns Teológiai Intézetben, anyai nagyapja Adorján Gábor, a marosvásárhelyi Gecse utcai református templom lelkésze, apja Nagy Géza (1929-2014) református lelkész Sáromberkén, anyja Nagy Márta Klára is teológiát végzett.

## Tanulmányok
A kolozsvári 3-as sz. (Apáczai Csere János) Líceumban érettségizett 1977-ben, Szilágyi Istvánné magyar tanár osztályában. Bukaresti UCECOM főiskola fényképészet szak (1982), kolozsvári Babeș-Bolyai Egyetem Református Teológia (1996).

## Életút
A bukaresti Fotografia szövetkezetnél vállalt állást (1986), majd 1992-től a Román Televízió magyar adásának munkatársa lett, időrendben riporter, szerkesztő, rovatvezető, főmunkatárs. 
Első szakmai sikereit a „Juhaimnak maradékát összegyűjtöm” dél-erdélyi szórvány magyar közösségekről szóló sorozat hozta meg (szerkesztőtárs Vetési László). A több mint harminc film nyomán éledt fel az érdeklődés a csökkenő létszámú, anyanyelvüket lassan elvesztő erdélyi magyar közösségek iránt és kezdtek szerveződni a szórvány missziók, projektek. A sorozatot több díjjal is elismerték. 
Képzelt Kávéház című, több mint száz kiadást megért műsorsorozatában erdélyi értelmiségiek a jelen égető kérdéseit boncolgatták, minden alkalommal más és más témában. 
Dokumentumfilmjeiben különleges érzékenységet mutatott az erdélyi, romániai magyarság közösségi és az ott élő emberek személyes gondjai iránt. Műsoralkotó tevékenységét több díjjal is jutalmazták.

## Tévéműsorok

### „Juhaimnak maradékát összegyűjtöm”
Sorozat a szórványban élő erdélyi magyar közösségekről, Vetési Lászlóval. 
- A marosszentimrei templomban /6'/. Jékely Zoltán versére
- Zsoltár Fehérvízen /5'/.
- Szívében, lelkében /35'/. Egy Hátszeg-vidéki magyar orvos, régi nemesi család leszármazottja, egyedül a szórványban.
- Ne hagyjátok az iskolát! I. „Az oktatás a végeken /35'/.
- Ne hagyjátok az iskolát! II. „Falusi iskolaépítők/35'/.
- Kövek és emlékek pásztora /29'/.
- A szórvány volt a mindenem /17'/.
- A Mezőség apostola /40'/. Portréfilm Herman János nagysármási lelkészről.
- A somogyomi obsitos /21'/.
- A Bábolna hegy lábánál /27'/.
- Templomépítő Kőhalom /27'/.
- Holttengeri utazás /7'/.
- Ne felejtkezzél meg Borbándról /24'/.
- Az utolsó utáni percben Verespatakon /27'/.
- Erdély kapujában. /17'/.
- Bartók szülőföldjén /17'/.
- Békesség néktek! /14'/.
- Egy szórvány, ami újraéled: Magyarigen /24'/.
- A kisebbség kisebbsége /24'/. Diaszpóra tűnődések Kányádi Sándorral a nagygalambfalvi románság felszámolódásáról.
- Keresd árnyékában /24'/.
- A Tisza határán /17'/.
- Domokos egy szigetvilág /17'/.
- Mivé lettél csángó magyar? /17'/.

### Képzelt Kávéház
/50'/ 2002-2017. Vándorló munkaerő, Függőségek, Vizuális környezet, Öröm, Gyász, Bocsánat, Ajándék, Gyerekvállalás, Lombik bébi

### Tusványosi presszó
/35'/. A Képzelt Kávéház tusványosi különkiadása.

### Harmadik part
Mindennapi pszichológia.

### Nyílt tér
Az alkoholizmusról, A diagnózis közléséről a rákosok esetében, A Kárpát-medencei magyar hírszolgálatról stb.

### Verzió
A pénz hatalmáról, A média hatalmáról stb.

### Játsszuk újra
/60'/– zenés talk show, Boros Zoltán és meghívottai. Sorozat. (producer)
- Anikó és a magyar adás /45'/. (Széles Anna színművész)
- A Nagy Találkozás /70'/. Boros Zoltán és barátai. Producer.
- Metropol 50 /70'/. Producer.

## Dokumentumfilmek
- Szemből, halál /50'/ (szerkesztő-rendező) Szilágyi Domokos költő kettős élete.
- Magyarok a Balkán kapujában /60'/ (riporter). Bukaresti magyarok az idő sodrában.
- Attila szekere a Szajna partján. Román Viktor (1929-1995). Producer.
- Tünde /35'/. Élet a kerekes székben. (szövegkönyv, riporter)
- Támasztok magamnak hűséges papot. /42'/ A kolozsvári Református Teológia története. Szerkesztő-rendező.

### Történelmi tárgyú riportok
- Kik lőttek ránk? /35'/.
- 75 éve történt Gyantán /24'/.

## Díjak
- Kövek és emlékek pásztora. Mediawave, Győr, 1993, kisebbségi kategória
- „Juhaimnak maradékát összegyűjtöm” c. sorozat, EMKE, MÚRE-nívódíj, 1993; Média MGR Alapítvány díja, 1993; Határon Túli Magyarok I. Filmfesztiválja, Siófok, 1995; A marosszentimrei templomban egyházi filmek fesztiválja, Nagyenyed, 1994.
- Az agyam gondolata. Portréfilm a Bukarestben élő Szász Dorián festőművészről. MÚRE-díj, 1999.
- Zsoltár Fehérvízen. Fődíj, Moholy Filmfesztivál, 2000.
- Az ördög szeme. Legjobb dokumentumfilm. Moholy Filmfesztivál, 2000.
- Képzelt Kávéház. Janovics Jenő-díj. EMKE, 2016.